# MVP de las Finales de la LNB Pro A
El MVP de las Finales de la LNB Pro A de un galardón que concede la Liga Nacional de Baloncesto de Francia al mejor jugador de las Finales de la Pro A, la máxima categoría del baloncesto francés.

## Palmarés

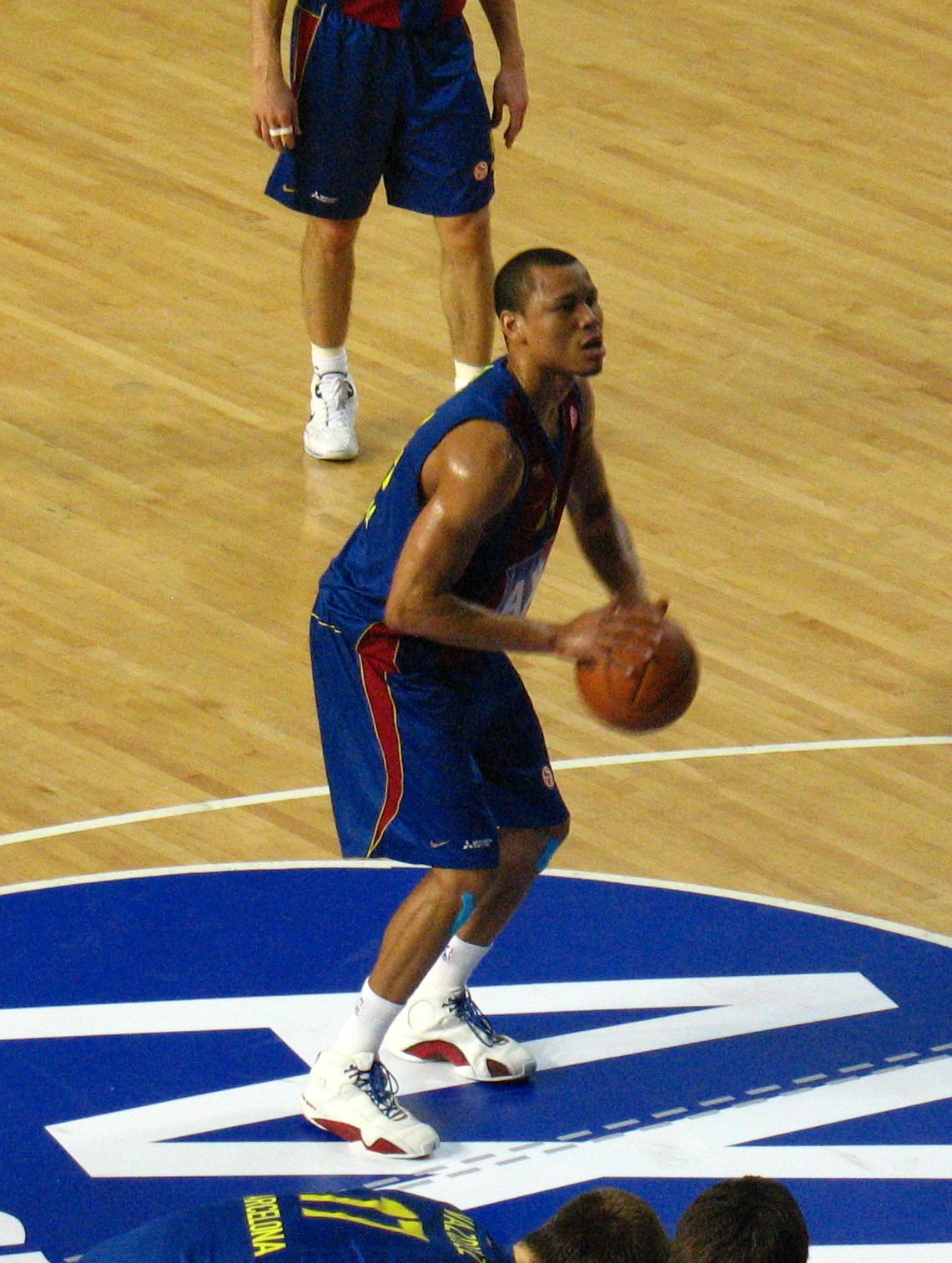
Alex Acker fue el MVP de las finales de 2004 de la Pro A.

| Temporada | Nac.                                                  | Jugador                                      | Pos.                                         | Club                                         | Ref(s)                                       |
| --------- | ----------------------------------------------------- | -------------------------------------------- | -------------------------------------------- | -------------------------------------------- | -------------------------------------------- |
| 2004-05   | Bandera de la República Dominicana                    | Ricardo Greer                                | Alero                                        | SIG Strasbourg                               |                                              |
| 2005-06   | Bandera de Turquía                                    | Hüseyin Beşok                                | Alero                                        | Le Mans                                      |                                              |
| 2006-07   | Bandera de Estados Unidos                             | Marc Salyers                                 | Alero                                        | Chorale Roanne                               |                                              |
| 2008-09   | Bandera de Francia                                    | Amara Sy                                     | Alero                                        | ASVEL                                        |                                              |
| 2009-10   | Bandera de Francia                                    | Mickaël Gelabale                             | Alero                                        | Cholet                                       |                                              |
| 2010-11   | Bandera de Estados Unidos                             | John Linehan                                 | Base                                         | SLUC Nancy                                   |                                              |
| 2011-12   | Bandera de Estados Unidos                             | Blake Schilb                                 | Alero                                        | Élan Chalon                                  |                                              |
| 2012-13   | Bandera de Estados Unidos                             | David Lighty                                 | Escolta                                      | Nanterre                                     |                                              |
| 2013-14   | Bandera de Estados Unidos                             | Alex Acker                                   | Escolta                                      | Limoges                                      | [ 1 ]                                        |
| 2014-15   | Bandera de Francia                                    | Ousmane Camara                               | Ala-Pívot                                    | Limoges                                      | [ 2 ]                                        |
| 2015-16   | Bandera de Estados Unidos                             | Casper Ware                                  | Base                                         | ASVEL                                        |                                              |
| 2016-17   | Bandera de Camerún                                    | Jérémy Nzeulie                               | Base                                         | Élan Chalon                                  | [ 3 ]                                        |
| 2017-18   | Bandera de Estados Unidos · Bandera de Estados Unidos | Romeo Travis Chris Lofton                    | Ala-pívot Escolta                            | Le Mans Sarthe Basket                        | [ 4 ]                                        |
| 2018-19   | Bandera de Estados Unidos                             | DeMarcus Nelson                              | Base                                         | ASVEL Basket                                 | [ 5 ]                                        |
| 2019-20   | No se concedió debido a la pandemia COVID-19          | No se concedió debido a la pandemia COVID-19 | No se concedió debido a la pandemia COVID-19 | No se concedió debido a la pandemia COVID-19 | No se concedió debido a la pandemia COVID-19 |
| 2020-21   | Bandera de Estados Unidos                             | David Lighty (2)                             | Escolta                                      | ASVEL Basket                                 | [ 6 ]                                        |
| 2021-22   | Bandera de Francia                                    | Élie Okobo                                   | Base/Escolta                                 | ASVEL Basket                                 |                                              |
| 2022-23   | Bandera de Estados Unidos                             | Jordan Loyd                                  | Escolta                                      | AS Mónaco                                    |                                              |
| 2023-24   | Bandera de Estados Unidos                             | Mike James                                   | Base                                         | AS Mónaco                                    | [ 7 ]                                        |
| 2024-25   | Bandera de Macedonia del Norte                        | T. J. Shorts                                 | Base                                         | Paris Basketball                             | [ 8 ]                                        |